# Parthenicus pallidicollis
Parthenicus pallidicollis är en insektsart som beskrevs av Van Duzee 1925. Parthenicus pallidicollis ingår i släktet Parthenicus och familjen ängsskinnbaggar. Inga underarter finns listade i Catalogue of Life.